# Gagik-Abas II de Kars
Gagik-Abas II de Kars (en arménien Գագիկ-Աբաս Բ Կարսի ; mort en 1080) est un membre de la famille arménienne des Bagratides, roi de Kars de 1029 à 1064.

## Biographie
Gagik-Abas est fils d'Abas Ier, roi de Kars.
Il succède à son père en 1029, à une époque où le royaume de Vaspourakan, dans l'Arménie du sud, subit la pression des Seldjoukides et est annexé par l'Empire byzantin. En 1045, le royaume d'Arménie, autour de la ville d'Ani, est à son tour annexé par l'Empire byzantin. Le royaume de Kars devient alors une petite enclave au sein de l'Empire byzantin.
Gagik-Abas entretient de bonnes relations diplomatiques avec Alp Arslan, sultan seldjoukide, ce qui lui permet d'éviter la menace des Turcs. En effet, ceux-ci gagnent du terrain, et prennent la ville d'Ani en 1064. Constatant qu'il ne peut plus assurer la sécurité de Kars, Gagik-Abas décide la même année de céder son royaume à l'empereur byzantin Constantin X Doukas, en échange de plusieurs villes en Cappadoce, dont Tsamantia.
Mais les Byzantins se retrouvent incapables de résister à l'avancée turque et subissent une écrasante défaite à Manzikert en 1071. Les Arméniens, exaspérés par les Byzantins qui s'étaient plus occupés de conversion religieuse que de défense du pays, cherchent à faire revenir leurs anciens rois. Le complot destiné à délivrer Gagik II échoue, et l'empereur Nicéphore III Botaniatès ordonne en 1080 l'exécution des différents rois arméniens.

## Postérité
D'une femme inconnue (qui pourrait s'appeler Gourandouxt et être sœur de Roupen Ier, seigneur de Bartzeberd), Gagik-Abas avait eu une fille, Maria, dont on ne sait rien d'autre.